# Ichthyococcus ovatus
Ichthyococcus ovatus är en fiskart som först beskrevs av Cocco, 1838.  Ichthyococcus ovatus ingår i släktet Ichthyococcus och familjen Phosichthyidae. Inga underarter finns listade i Catalogue of Life.